# Arkia

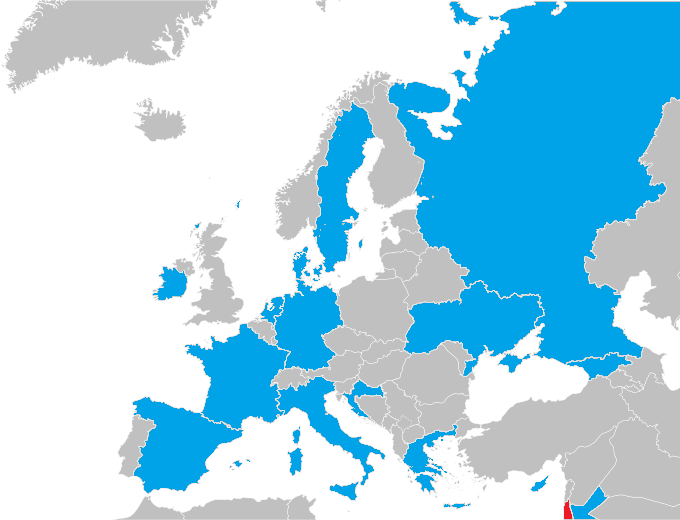

Аркіа (івр. ארקיע — «Я здійнявся») — ізраїльська авіакомпанія, заснована в 1949 році, зі штаб-квартирою в Тель-Авіві. Це друга (після Ель-Аль) за величиною авіакомпанія в Ізраїлі, яка обслуговує внутрішні і міжнародні рейси в  Європу і Середземномор'ї (Ларнака,Амман,Дублін). Базується авіакомпанія в  аеропорту імені Бен-Гуріона, має також додатковий  хаб — в аеропорту Рамон в Тель-Авіві.
Станом на 2020 рік в Arkia працює 420 співробітників.

## Історія
Arkia була заснована в 1949 році як Israel Inland Airlines, коли стало ясно, що існує потреба в місцевій авіакомпанії, яка зв'яже Тель-Авів з різними регіонами тодішнього нового держави Ізраїль, особливо з Ейлатом, важливим морським портом Ізраїлю, розташованим в затоці Акаба, Польоти почалися в 1950 році з літака De Havilland DH.89, а потім Дугласа DC-3, щоб зв'язати великі міста в Ізраїлі від Рош-Піни на півночі до порту Ейлат на півдні. В даний час Ель Аль володіє 50 % акцій авіакомпанії, а Гистадрут, федерація праці Ізраїлю, є іншим акціонером. Пізніше авіакомпанія отримала назву Eilata Airlines — Aviron, і Arkia Israel Airlines . У перший рік служби ізраїльські авіакомпанії Inland Airlines перевозили 13 485 пасажирів, використовуючи Curtis Commando.
Протягом 1950-х років авіакомпанія продовжувала зростати, модернізованих свій флот до більшого DC-3 і виконувала два рейси на день на маршруті Тель-Авів-Ейлат. Це дозволило Arkia мати щорічні пасажиропотоки більше 70 000 чоловік. [4] У міру того, як Ейлат продовжував зростати в 1960-х роках, авіакомпанія також представила турбогвинтовий літак Handley Page Dart Herald 200 на свій флот між 1967—1968 роками, що дозволило Arkia розширитися з новими маршрутами в Єрусалим і Шарм-ель- Шейх, Дочірня, Канафія Arkia авіакомпанії і Aviation Services, була заснована, коли авіакомпанія придбала 50 % акцій Канафія Airlines і Aviation Services, і, наприкінці 1960-х років, Регулярні польоти діяли по всьому Ізраїлю від Рош-Піни на півночі, до Офір на півдні.

Arkia Boeing 737—200 в аеропорту Орлі, Париж, Франція. (1982)
У березні 1980 року Канафія Аркія придбав залишився запас Аркіі і об'єднав двох операторів. Авіакомпанія швидко росла протягом 1980-х років, рухаючись як на міжнародний чартерний ринок, так і на обслуговування авіакомпаній. Авіакомпанія тепер належить авіакомпаніям Kanaf-Arkia (75 %) і співробітникам авіакомпанії (25 %). У 2006 році брати Накаш з Jordache Enterprises купили 75 % акцій Knafaim.
У лютому 2007 року міністерство туризму Ізраїлю нагородило Arkia ліцензією оператора на рейси до Ларнаки, пункт призначення, який був відправлений EL AL і Дублін. У липні 2007 року було оголошено про те, що авіакомпанія планувала подати заявку на отримання статусу регулярного перевізника на маршрутах в Нью-Йорк і Бангкок, які в даний час обслуговуються по статусу чартеру. Крім того, на початку 2008 року, після того, як міністерство туризму Ізраїлю відкрив ринок авіаперевезень, авіакомпанія звернулася з проханням про надання статусу перевізника за маршрутом в Барселону, Берлін, Москву і Париж. Ліцензія для Парижа була надана в лютому 2008 року, І авіакомпанія оголосила, що на цьому маршруті будуть пропонуватися як економіка, так і бізнес-клас. В цей час авіакомпанія також оголосила, що протягом двох років вона додасть два літаки Boeing 737 до свого флоту, а також чотири літаки Boeing 787 Dreamliner, які він мав на замовлення.

## Напрямки
Arkia Israel Airlines обслуговує 25 міст в 16 різних країнах. Аркія має 3 внутрішніх і 22 міжнародних напрямки.

## Флот
| Літак          | Кількість      | Кількість мість | Примітки |
| -------------- | -------------- | --------------- | -------- |
| ART 72-500     | 3              | 72              |          |
| Embarder E-190 | 2              | 110             |          |
| Embraer E-195  | 2              | 122             |          |
| Embraer 195-E2 | 6 (замовленні) | немає даних     |          |
| Airbus A321neo | 4 (замовлені)  | 220             |          |
| Airbus A330    | 4 (замовлені)  | 340             |          |
| Boeing 757—300 | 2              | 265             |          |
| Boeing 787-9   | 4 (замовлені)  | немає даних     |          |

## Галерея

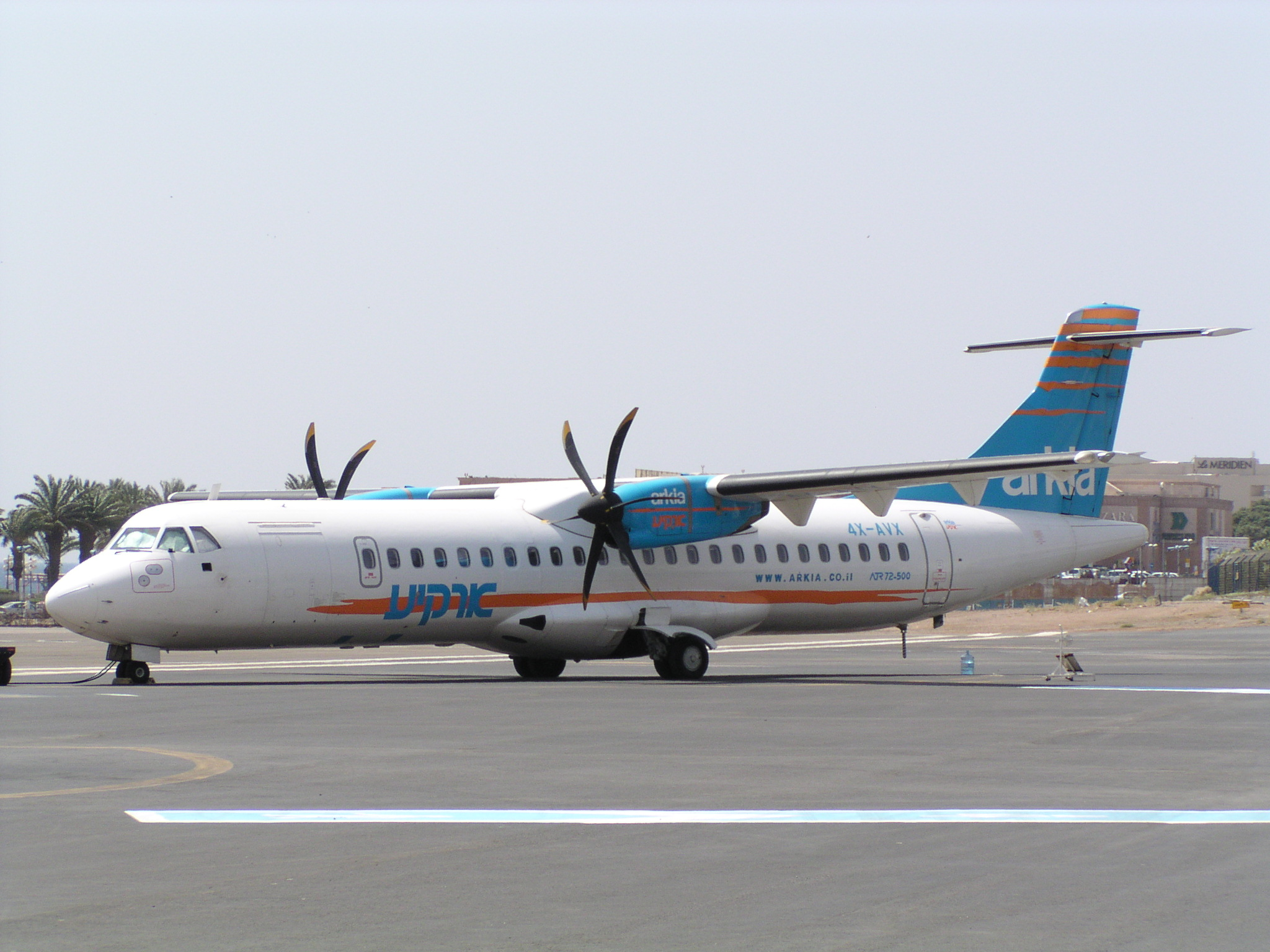
ATR 72-500 компанії «Аркіа» в аеропорту Ейлат
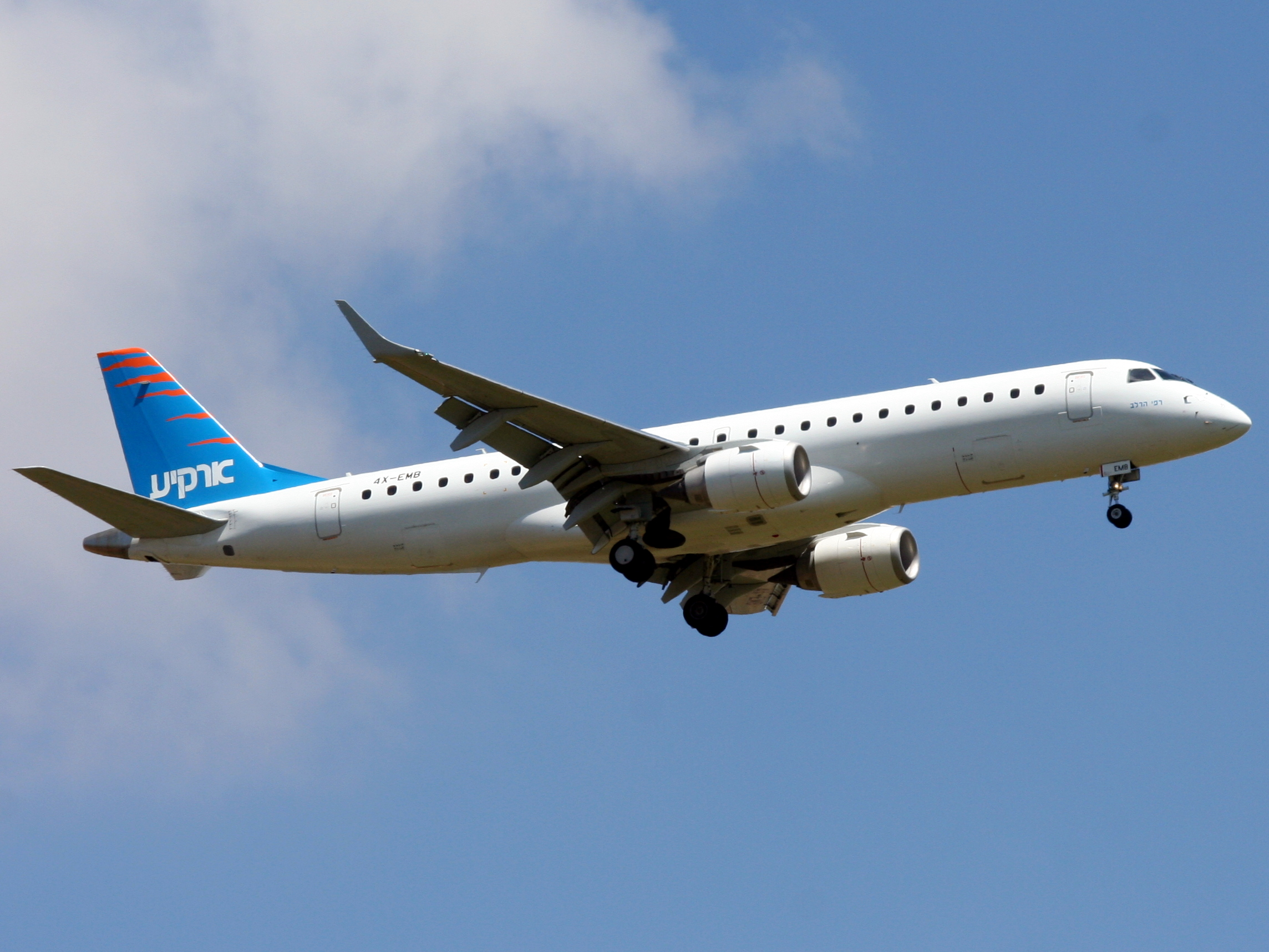
Embraer E-190 компанії «Аркіа»
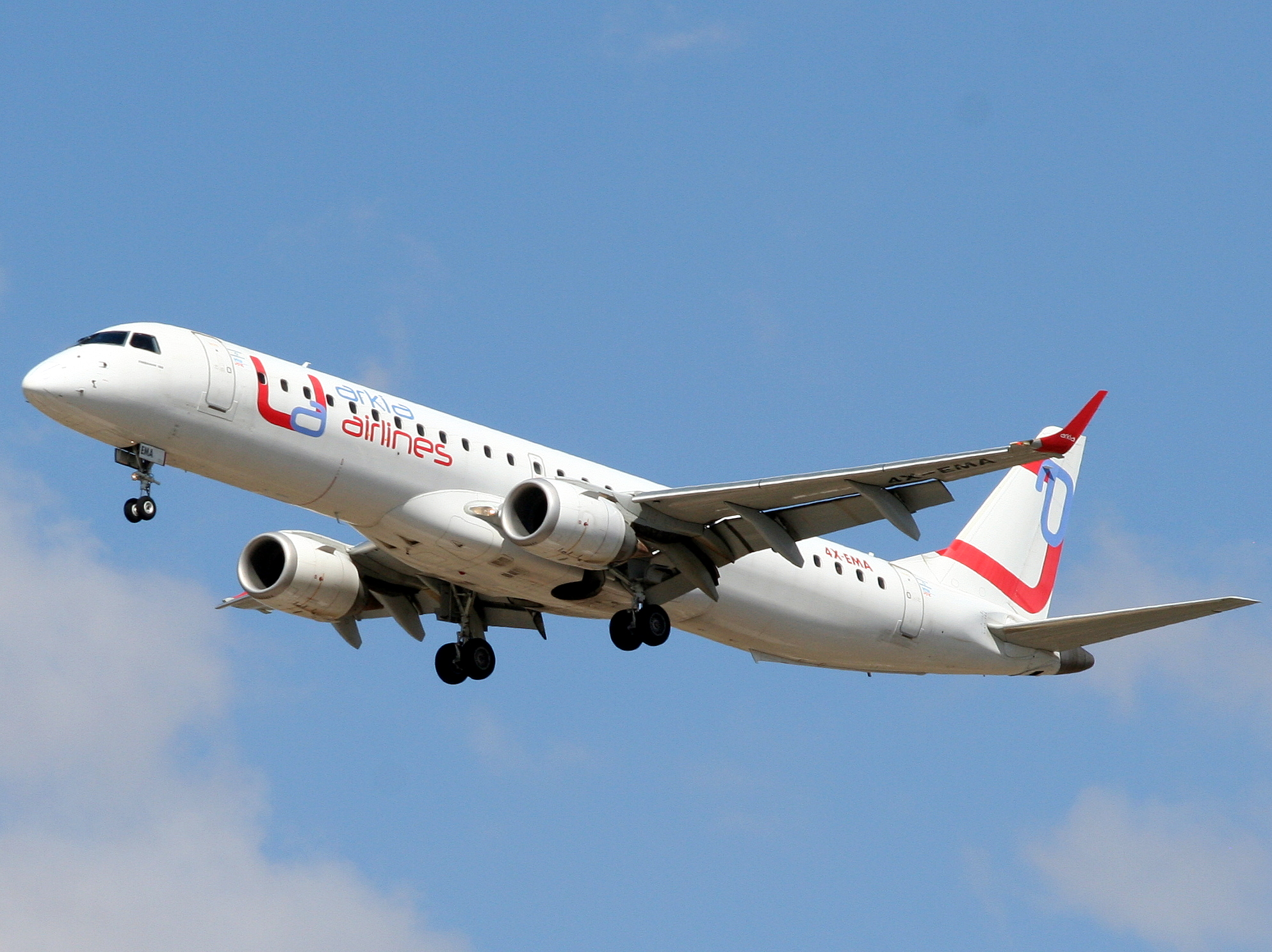
Embraer E-190 в новій ливерії
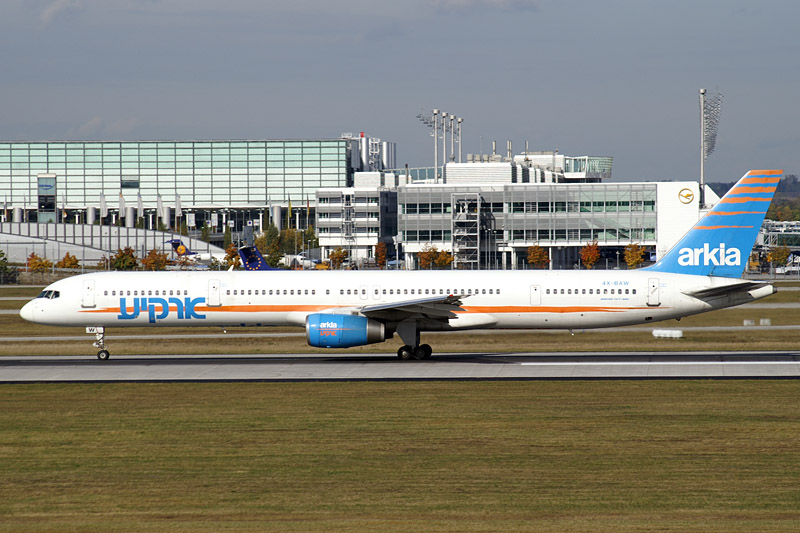
Boeing 757-300 компанії «Аркіа»